# Maran och Skatan
Maran och Skatan var en av SCB avgränsad och namnsatt småort i Hortlax distrikt (Hortlax socken) i Piteå kommun, Norrbottens län (Norrbotten). Den omfattade bebyggelse i de båda byarna Maran och Skatan, öster om tätorten Hortlax. Sedan 2018 års avgränsning ingår denna bebyggelse i tätorten Övermarken, Skatan och Maran.